# Кинту
Кинту — первочеловек в мифах народности ганда. Он обожествленный первоправитель и создатель цивилизации людей. По версиям одной группы мифов Кинту, он — сын бога неба Гулу. По другой версии, он сын бога Катонда. Кинту был женат на дочери бога неба Гулу — Намби.

## Основные мифы
Согласно мифам, прежде чем дать согласие на брак, Гулу подвергает Кинту брачным испытаниям. Вначале Кинту должен съесть еду, приготовленную на сто человек. Затем разрубить скалу медным топором. Набрать целый кувшин утренней росы и др. Кинту успешно справляется со всем этим. Гулу отправил Кинту с женой жить на землю. Кинту взял с собой коров, козу, овцу, курицы, банановый корень, бататы, маис[уточнить] и др. Гулу предупредил молодую пару, что возвращаться на небо нельзя, так как Валунду хочет также пойти на землю, а он является смертью. Однако Намби все таки вернулась с полпути, так как забыла зерно для курицы. Но ей не удалось ускользнуть от Валумбе. Он стал следовать ей след в след. Намби посадила принесённые ею с неба растения. Земля покрылась маисом[уточнить] и бананами. Скот начал активно размножаться. У Кинту и Намби родилось много детей. Однако возникла ссора с Валумбе и тогда дети начали умирать. Кинту и Намбли взмолились Гулу о пощаде. Тогда Гулу послал на землю другого брата Намби — Кайкузи, чтобы тот помешал Валумбе убивать детей Намби. Кайкузи приказал всем оставаться в своих домах до тех пор пока он не поймает Валумбе, и не шуметь, если они вдруг его увидят. Но когда Кайкузи выманил Валумбе из под земли, дети нарушили запрет и стали шуметь. Услышав крики детей Валумбе снова вернулся под землю. Кайкузи сказал Кинту, что больше ничего нельзя поделать и возвратился на Небо. С тех пор смерть убивает людей.
Кинту научил людей изготовлять одежду, ввел первые обряды, создал ритуальные предметы. Установил пищевые табу. Также Кинту считается родоначальником правящей династии Ганда.
Кинту посвящены и мифы о кузнецах. Первым кузнецом был сын Кинту — Муланга. Кузнец стал важным человеком при дворе Кинту.
Когда Кинту умер жрецы и вожди тайно похоронили его во дворе за домом, обернув в коровью шкуру и прикрыв могилу колючим кустарником. Народу же они сказали, кузнец скрылся в лесу.

## Влияние мифа на цивилизацию
Имя Кинту повлияло на имена многих городов мира. Тех где были представители африканских народов. В том числе, по мнению L. Decle, африканские рабы из Намибии и Уганды, поклоняющиеся Кинту, дали название штату Кентукки.